# Phaea giesberti
Phaea giesberti là một loài bọ cánh cứng trong họ Cerambycidae.